# 루벤 바라하
루벤 바라하 베가스(스페인어: Rubén Baraja Vegas, 1975년 7월 15일, 스페인 바야돌리드 ~ )는 스페인의 은퇴한 축구 선수다.
바라하는 1993년부터 1996년까지 자신의 고향인 레알 바야돌리드에서 선수생활을 했고, 이후 아틀레티코 마드리드로 둥지를 옮겼다. 아틀레티코 마드리드는 2년간 그에게 1군 자리를 주었으나 팀은 2000년에 세군다리가로 강등을 당했다. 이에 발렌시아는 당시 팀 내 최대 이적료 지출액인 1250만 유로를 사용해 바라하를 데려왔고, 무릎 부상도 말끔하게 완쾌됐다.
발렌시아로 둥지를 옮긴 바라하는 팀이 UEFA 챔피언스리그 결승전에 올라가는 데 큰 공을 세웠고, 결승전에서 마지막 페널티킥 상황에서 침착하게 킥을 성공시켰으나 팀은 바이에른 뮌헨에게 패해 준우승에 만족해야 했다. 다음 시즌인 2001/02시즌에도 그는 팀의 '키 플레이어'로 활약하면서 프리메라리가 우승의 감격을 맛봤다.
바라하는 계속해서 꾸준한 활약을 보였고 2003-04 시즌 팀의 통산 여덟 번째 리그 우승과 함께 UEFA컵 우승을 일궈냈다. 또한 2004년에 펼쳐진 UEFA 슈퍼컵 대 포르투전에서는 골을 기록해 팀의 2-1 승리의 일등 공신이 되었다.
국가대표팀에서는 2002년 FIFA 월드컵 유럽 지역 예선 대 이스라엘전에서 후반 15분에 교체투입되어 A매치 신고식을 치렀다. 그가 주전자리를 꿰차자마자 호세 안토니오 카마초 감독은 그를 무적 함대 중원의 제 1옵션으로 선택했다. 유로 2004에서도 활약을 펼친 바가 있지만 2006 FIFA 월드컵에서는 부상으로 인해 출전 선수 명단에서 제외됐다.

## 수상
발렌시아 
- 프리메라리가 : 2001-02, 2003-04
- UEFA 챔피언스리그 준우승 : 2000-01
- 코파 델 레이 : 2007-08
- UEFA 컵 : 2003-04
- UEFA 슈퍼컵 : 2004